# Turner & Hooch
Turner & Hooch (Brasil: Uma Dupla Quase Perfeita / Portugal: Amigos e Detectives) é um filme de comédia dramática policial americano de 1989 estrelado por Tom Hanks e Beasley o Cão como os personagens de mesmo nome, Turner e Hooch respectivamente. O filme também é co-estrelado por Mare Winningham, Craig T. Nelson e Reginald VelJohnson. Foi dirigido por Roger Spottiswoode - o filme foi originalmente programado para ser dirigido por Henry Winkler, mas ele foi rescindido por causa de suas "diferenças criativas". Ele foi co-escrito por Michael Blodgett, ator que atuou no filme Beyond the Valley of the Dolls.
Embora K-9 (com James Belushi) foi lançado antes deste filme (exatamente três meses antes), Turner & Hooch se tornou mais popular e aparentemente ofuscou seu maior sucesso, apesar de K-9 tinha um enredo muito semelhante. Um piloto para uma série de TV Turner & Hooch foi feito e correu como uma parte de O Mundo Mágico da Disney, um especial televisivo nos EUA.

## Sinopse
Scott Turner (Tom Hanks), um investigador de polícia obcecado por ordem e limpeza, adquire Hooch (Beasley o Cão), um grande e babão Dogue de Bordéus, após o assassinato de Amos Reed (John McIntire), dono de um ferro velho local que era um amigo de Turner e proprietário anterior de Hooch. Turner está entediado com pouco trabalho da polícia na cidade fictícia de Cypress Beach, Califórnia, em Norte da Califórnia e está sendo transferido para um emprego melhor em Sacramento, enquanto seu colega investigador David Sutton (Reginald VelJohnson) vem para ser seu substituto.
Turner pede ao chefe de polícia Howard Hyde (Craig T. Nelson) para deixá-lo tomar sobre o caso do assassinato de Amos. Acreditando que Hooch é a única "testemunha" que ele tem, Turner o leva para casa. O cão energético prontamente destrói casa de Turner, seu carro, e vira sua vida de cabeça para baixo. Em uma nota positiva, no entanto, Hooch também instiga um romance entre Turner e da nova veterinária da cidade Emily Carson (Mare Winningham).

## Elenco
- Tom Hanks como Detetive Scott Turner
- Beasley o Cão como Hooch
- Mare Winningham como Dr. Emily Carson
- Craig T. Nelson como Chefe de polícia Howard Hyde
- Reginald VelJohnson como Detetive David Sutton
- Scott Paulin como Zack Gregory
- J. C. Quinn como Walter Boyett
- John McIntire como Amos Reed
- David Knell como Ernie
- Ebbe Roe Smith como Harley McCabe
- Kevin Scannell como Jeff Foster
- Joel Bailey como Ferraday
- Mary McCusker como Katie
- Ernie Lively como Motel Clerk
- Clyde Kusatsu como Kevin Williams
- Elaine Renee Bush como Store Clerk
- Eda Reiss Merin como Sra. Remington

## Produção
O verdadeiro nome de Hooch era Beasley, e ele era um Dogue de Bordéus (mastiff francês), uma raça de cão de trabalho francês desenvolvido no século XV. Beasley nasceu em um canil em Merrimac, Wisconsin de propriedade de Peter Curley. Beasley foi posteriormente adquirido juntamente com outros três cães para a produção do filme e foram treinados por Clint Rowe, que faz uma breve aparição no filme como um oficial ASPCA. Beasley morreu em 1992 com 14 anos de idade. Animal Makers criou uma réplica exata de Hooch da famosa cena da morte dele no filme.
Henry Winkler foi o diretor original, Winker foi demitido treze dias em produção pelo executivo do estúdio Jeffrey Katzenberg, de acordo com Winkler em 10 de outubro de 2012 no The Howard Stern Show.
Muitas cenas foram filmadas em locações em Monterey, Pacific Grove, e Moss Landing, Califórnia. "Cypress Beach" é fictício, usando principalmente Pacific Grove para fotos, como o departamento de polícia, a cena do casamento, e a perseguição de carro para baixo da Ocean View Ave.

## Recepção e legado
Turner & Hooch ganhou uma resposta mista dos críticos, com uma classificação de 52% no Rotten Tomatoes baseado em 27 avaliações, mas foi um sucesso de bilheteria.  Sem planos para uma sequência, apesar de sua popularidade reviveu Hanks que subiu para o sucesso. NBC fez um piloto de televisão baseada no filme, em 1990. Foi ao ar no verão, com um outro piloto cão, "Poochinski" sob a bandeira, "Two Dog Night".
Turner & Hooch tem sido referido em vários filmes e programas de televisão, incluindo a sitcom média NBC/ABC medical sitcom Scrubs, em que os personagens principais J.D. e Turk modificar horários de turnos para que os médicos Turner e Hooch se uniram-se como uma equipe cirúrgica no episódio "My Faith in Humanity" (Doutor Turner foi interpretado por Jim Hanks, irmão de Tom Hanks). Eles realmente fazendo uma boa equipe, e estão decepcionados quando eles têm que se separar. Outro episódio tem Turk ofendido com a suposição de J.D. de que Turner e Hooch era um filme de amigos interracial, uma suposição feita com base no citado Hooch. Na segunda temporada do Castle, Beckett e Castle de comparar-se a Turner e Hooch, com Castle sendo Hooch.
Durante uma aparição no Late Night with Conan O'Brien, O'Brien deu a Tom Hanks um esqueleto de cão preservado, alegando que era seu velho amigo Hooch. Como um dos primeiros convidados de O'Brien no The Tonight Show, Hanks improvisou uma música de um suposto teatro musical de Turner & Hooch. Durante o Oscar 2006, Tom Hanks fez uma esquete sobre discursos que corriam por muito tempo. Em seu longo discurso cômico, ele agradeceu Hooch. No teste de tela de Tom para Toy Story. Eles levaram uma fala a partir deste filme que foi Woody dizendo um cão (não visto) não comer um verson amarelo do Carro Rallye de Tin Toy e, em vez de ficar no carro, como Turner fez no filme, ele caiu de joelhos e estava batendo no chão, dizendo "Oh, seu estúpido cão.".